# Stockholmsgata (norra)
Stockholmsgata (norra) este o arie protejată (arie specială de conservare — SAC, sit de importanță comunitară — SCI) din Suedia întinsă pe o suprafață de 120,3 ha, integral pe uscat.

## Localizare
Centrul sitului Stockholmsgata (norra) este situat la coordonatele 63°54′32″N 17°49′42″E / 63.9088°N 17.8282°E.

## Înființare
Situl Stockholmsgata (norra) a fost declarat sit de importanță comunitară în decembrie 1995 pentru a proteja 1 specie de plante. Situl a fost protejat și ca arie specială de conservare în martie 2011.

## Biodiversitate
Situată în ecoregiunea boreală, aria protejată conține 7 habitate naturale: Mlaștini turboase de tranziție și turbării mișcătoare, Pante stâncoase silicioase cu vegetație casmofită, Taiga vestică, Mlaștini împădurite, Ape oligotrofe din câmpii nisipoase, cu un conținut foarte redus de minerale (Littorelletalia uniflorae), Lacuri și iazuri distrofice naturale, Peșteri inaccesibile publicului.
La baza desemnării sitului se află o specie protejată de  plante: Ranunculus lapponicus.